# Funabashi Seiichi

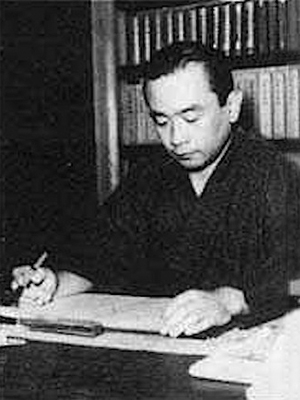
Seiichi Funabashi

Funabashi Seiichi (jap. 舟橋 聖一; auch: Funahashi Seiichi; * 25. Dezember 1904 in Tokio; † 13. Januar 1976 in Tokio) war ein japanischer Romanautor.

## Leben
Funabashi Seiichi schrieb bereits in seiner Gymnasialzeit Dramen für verschiedene Zeitschriften. Sein Werk umfasst ferner Erzählungen, Novellen und Romane. Er beteiligte sich als Aktivist an der Shingeki-Bewegung. Vom politischen und humanitären Engagement der französischen Schriftsteller Gide und Malraux angeregt, gründete er die Literaturzeitschrift Kōdō (Die Aktion). 1963 erhielt er für Aru onna no enkei (ある女の遠景) den Mainichi-Kunstpreis.

## Werk
- 1934 Tauchen
- 1938 Bäume und Steine
- 1945 Shikkaiya Kōichi – (Der Färber Kōichi)
- 1946 Das Gift
- 1947 Gamō – (dt. Distelwolle, erstmals 1964, aus dem Englischen 1978)
- 1948 Yuki fujin ezu – (Das Bild der Frau Yuki)
- 1952 Die Geschichte der Geisha Komatsu
- 1961 Aru onna no enkei – (dt. „Das Mädchen Tsunako“, 1967)
- 1962 Die Katze und die Quelle